# Jens Lehmann
Jens Gerhard Lehmann (* 10. November 1969 in Essen) ist ein ehemaliger deutscher Fußballtorwart.
Lehmann begann seine Profikarriere 1989 beim FC Schalke 04 in der 2. Bundesliga und stieg 1991 mit der Mannschaft in die Bundesliga auf. Ein Jahr nach dem Gewinn des UEFA-Pokals 1997 verließ er Schalke und wechselte nach Italien zum AC Mailand. Dort verlor er nach kurzer Zeit seine Stammposition und entschied sich daher, schon in der anschließenden Winterpause zu Borussia Dortmund zu wechseln.
2002 gewann er mit Dortmund die deutsche Meisterschaft, bevor er 2003 zum zweiten Mal einen Wechsel ins Ausland vollzog, diesmal nach England zum FC Arsenal, mit dem er in seiner ersten Saison als Mitglied der Invincibles (Die Unschlagbaren) die Premier League gewann. Aufgrund seiner Leistungen in seinen ersten drei Jahren in England gelang ihm auch der Sprung zum Stammtorwart der deutschen Nationalmannschaft im Vorfeld der Weltmeisterschaft 2006 in Deutschland. Auch bei der Europameisterschaft 2008 in Österreich und der Schweiz stand er im deutschen Tor. Nach Ablauf des Vertrags in London im Sommer 2008 wechselte Lehmann zum VfB Stuttgart, bei dem er bis zum Ende der Saison 2009/10 beschäftigt war. Obwohl er 2010 seine aktive Karriere eigentlich beendet hatte, kehrte Lehmann im März 2011 bis zum Ende der Saison zum FC Arsenal zurück.

## Karriere als Spieler

### Verein

#### Jugendzeit und FC Schalke 04 (1987–1998)
Jens Lehmann begann mit dem Fußballspielen im Alter von vier Jahren und wurde in seinem siebten Lebensjahr Vereinsmitglied der DJK Heisingen. Allerdings war er in dieser Zeit nicht hauptsächlich als Torwart aktiv, sondern als Mittelstürmer. Zwischen 1978 und 1987 spielte er unter anderem gemeinsam mit Oliver Bierhoff bei Schwarz-Weiß Essen, nunmehr schon ausschließlich als Torwart. Mit der B-Jugend errang er die deutsche Vizemeisterschaft. Mit den Erfolgen des Essener Traditionsvereins wurden Vertreter der Profivereine auf Lehmann aufmerksam. Obwohl er erst einmal in einer Kreisauswahl gespielt hatte, unterschrieb er mit 17 Jahren einen Vertrag beim FC Schalke 04. Nach einem Jahr in der dortigen A-Jugend rückte er in den Profikader der Mannschaft auf, die gerade aus der Bundesliga abgestiegen war.
In der Saison 1988/89 war Lehmann einige Zeit Stammtorwart, als Schalke auch in der zweiten Bundesliga zunehmend in Abstiegsgefahr geriet. Doch da ihm einige Fehler unterliefen und er auch gleichzeitig sein Abitur anstrebte, musste er vorerst wieder auf der Bank Platz nehmen. Insgesamt kam der 19-jährige in seiner ersten Profisaison auf 13 Einsätze, und Schalke entging knapp dem Abstieg in die Amateurklasse. In seiner zweiten Saison bei Schalke stieg Lehmann endgültig zum Stammtorwart auf. Im dritten Jahr gelang den Schalkern die Rückkehr in die Bundesliga, nachdem Lehmann in 34 Saisonspielen nur 25 Gegentore hatte hinnehmen müssen.
Auch in seiner ersten Bundesliga-Saison 1991/92 blieb Lehmann die Nummer eins im Schalker Tor. In der ersten gesamtdeutschen Saison spielte er in 37 der 38 Partien. Nachdem die Mannschaft zwischenzeitlich um einen Platz im UEFA-Pokal mitspielte, reichte es am Ende zu Platz 11.
1992/93 folgte der erste größere Rückschlag in der bislang steil aufwärts zeigenden Laufbahn von Jens Lehmann. Als er sich am achten Spieltag einen Innenband-, Kreuzband- und Meniskusriss mit Kapselsprengung zuzog, war seine weitere Karriere in Gefahr.
Erst am sechsten Spieltag der Saison 1993/94 kehrte er ins Schalker Tor zurück, doch weder er noch die Schalker Mannschaft konnten an die Form der Vorjahre anknüpfen. Am 12. Spieltag kam es zu einem Eklat, als Lehmann schon nach 27 Minuten drei Tore gegen Leverkusen zugelassen hatte und die Schalker Anhänger vehement seine Auswechslung forderten. Tatsächlich wechselte der neue Schalker Trainer Jörg Berger ihn zur Halbzeit aus und ersetzte ihn durch Holger Gehrke, der zwei weitere Gegentore hinnehmen musste. Lehmann selbst erlebte das Ende des Spieles nicht mehr mit, denn er war bereits mit der S-Bahn nach Hause gefahren. Erst am 21. Spieltag gewann er seinen Stammplatz zurück (Schalke lag zwischenzeitlich immer noch auf einem Abstiegsplatz), war in den folgenden Wochen aber Garant für die Rettung auf einen Nichtabstiegsplatz zum Saisonende.
Spätestens ab der Saison 1994/95 war Lehmann der unumstrittene Stammtorwart, und er verpasste in den nächsten vier Jahren nur noch zwei Bundesligaspiele. Auch für Schalke ging es aufwärts. Schalke gelang der sichere Klassenerhalt und in den folgenden Jahren wurde die Mannschaft für die hervorragende Defensivabteilung um Jens Lehmann bekannt, die in der Saison 1995/96 mit 36 Toren die wenigsten Gegentore in der Bundesliga hinnehmen musste und mit Platz 3 die beste Platzierung seit fast 20 Jahren erreichte. 1996/97 gelang Schalke in Lehmanns erster Saison in den europäischen Pokalwettbewerben dann der größte Erfolg in der bisherigen Vereinsgeschichte mit dem Gewinn des UEFA-Pokals. Nach dem 1:0-Sieg im Hinspiel in Gelsenkirchen erzielte im Rückspiel Zamorano erst in der 85. Minute das 1:0 für Inter. Die Verlängerung blieb torlos, so dass die Entscheidung im Elfmeterschießen fiel. Anderbrügge, Thon und Max verwandelten für Schalke, Lehmann hielt den ersten Elfmeter von Zamorano, Djorkaeff verwandelte und Winter verschoss. Mit dem vierten Elfmeter erzielte Wilmots die Entscheidung für den FC Schalke 04.
In der Bundesliga war Schalke weniger erfolgreich, denn die geringe Torausbeute reichte nicht aus, um mehr als Platz 12 zu erreichen. Als Titelverteidiger nahm die Mannschaft allerdings auch in der nächsten Saison am UEFA-Pokal teil und konnte bis ins Viertelfinale vordringen, wo sie gegen den späteren Sieger Inter Mailand unterlag. In der Bundesliga musste Schalke in 34 Ligaspielen nur 32 Gegentore hinnehmen und schaffte mit Platz 5 erneut die Qualifikation für den internationalen Wettbewerb. Dabei konnte Lehmann am 20. Spieltag (19. Dezember 1997) gegen Borussia Dortmund als erster Torwart in der Bundesligageschichte ein Feldtor erzielen, als er kurz vor Schluss nach einer Ecke den Ausgleich per Kopf erzielte.
Bereits in der Saison 1994/95 hatte Lehmann beim 6:2-Sieg des FC Schalke 04 gegen den TSV 1860 München, das 6:1 per Elfmeter erzielt. Er ist neben Andreas Köpke und Hans Jörg Butt einer der wenigen Torhüter, die in der Bundesliga mehr als ein Tor erzielen konnten.

#### AC Mailand (1998)
Nachdem er zehn Jahre lang ein wichtiges Mitglied der Schalker Mannschaft gewesen war und großen Anteil an der Entwicklung der Zweitligamannschaft in ein Bundesligateam mit internationalen Ambitionen gehabt hatte, entschloss sich der mittlerweile 28-jährige Lehmann, eine neue Herausforderung anzunehmen, und unterschrieb im Juli 1998 einen Dreijahresvertrag beim italienischen Spitzenclub AC Mailand.
Bei Milan zu Beginn als Stammtorhüter gesetzt, musste er nach schlechten Kritiken schon nach wenigen Einsätzen seinen Platz im Tor für Sebastiano Rossi räumen. Im Oktober 1998 bekam Lehmann von Trainer Alberto Zaccheroni eine erneute Bewährungschance, wurde aber bereits nach 27 Minuten ausgewechselt, nachdem er ein Gegentor hatte hinnehmen müssen und einen Elfmeter verschuldet hatte. Sein Vertreter Rossi konnte den Strafstoß halten und hatte damit den Stammplatz im Tor der AC Mailand endgültig erobert, verlor diesen allerdings im Saisonverlauf nach einer Sperre wegen einer Tätlichkeit an  Christian Abbiati. Schon Ende des Monats wurden Gerüchte laut, dass Lehmann den Verein vorzeitig verlassen würde, um zu Borussia Dortmund zu wechseln.
Am 24. Dezember 1998 wurde der Wechsel perfekt und Lehmann ging für eine Ablösesumme von rund sieben Millionen Mark nach Dortmund. Der zu diesem Zeitpunkt auf Platz 5 der Tabelle befindliche Bundesligist hatte Lehmann als Nachfolger für Stefan Klos verpflichtet, der den Verein nach siebeneinhalb Jahren als Stammtorwart zur Winterpause verlassen hatte. Lehmann selbst kommentierte den vorzeitigen Abgang aus Mailand mit den Worten: „Ich halte es nicht mehr aus. Ich bin nicht bereit, ein Dasein als Ersatzmann für Rossi zu fristen“. Milan gewann am Ende der Saison 1998/99 die italienische Meisterschaft, Lehmann absolvierte fünf Ligaspiele.

#### Borussia Dortmund (1999–2003)
Als langjähriger Spieler von Schalke 04 wurde Lehmann nur zum Teil freundlich beim Rivalen aus Dortmund empfangen. In die Rückrunde mit dem Ziel gestartet, noch die Qualifikation für die UEFA Champions League zu erreichen, überzeugte Lehmann zwar zunächst in vier Ligaspielen ohne Niederlage, leistete sich jedoch am 25. Spieltag gegen Hansa Rostock einen Fehler, als er in der 90. Minute des Spiels den Rostocker Kapitän Timo Lange in die Haare griff und zum ersten Mal in seiner Bundesligakarriere vom Platz gestellt wurde. Nach drei Spielen Sperre kam er zurück ins Team und kehrte am 30. Spieltag zum Auswärtsspiel nach Schalke zurück, wo er 90 Minuten lang ausgepfiffen und als Verräter beschimpft wurde. In den letzten vier Partien der Saison nahm Lehmann nur noch vier Gegentreffer hin, und Dortmund schaffte am letzten Spieltag noch den Sprung auf den vierten Platz und damit zur Champions-League-Qualifikation.
In der Folgesaison sorgte vor allem Lehmanns aggressives Auftreten auf dem Platz für Wirbel, eine Folge seines medienwirksamen Duells mit Oliver Kahn um den Stammplatz in der Nationalmannschaft. Dennoch spielte er eine überzeugende Hinrunde und kassierte in den ersten 17 Saisonspielen nur 13 Gegentore. Auch im Europapokal spielte er überzeugend und ermöglichte Dortmund nach dem frühzeitigen Ausscheiden in der Champions League zumindest den Verbleib im UEFA-Pokal. Nachdem die Mannschaft das Hinspiel der dritten Runde gegen die Glasgow Rangers mit 0:2 verloren hatte, gab Lehmann im Rückspiel in der Nachspielzeit die Vorlage zum 2:0 und hielt im Elfmeterschießen drei Elfmeter hintereinander, was für seine Mannschaft den Einzug ins Achtelfinale des Wettbewerbs bedeutete. Die Rückrunde lief dagegen äußerst negativ für Lehmann, der mit Dortmund nicht nur ins Mittelfeld der Tabelle abrutschte, sondern am 24. Spieltag nach einem groben Foulspiel erneut die rote Karte sah. Schon in den Wochen zuvor hatte Lehmann mit einigen Fehlern seine Stammposition im Dortmunder Tor in Frage gestellt. Ohne ihn nahm Dortmund in drei Spielen drei weitere Niederlagen hin und geriet endgültig in Abstiegsgefahr. Auch nach seinem Comeback wirkte Lehmann nicht sicherer und leistete sich einige weitere Patzer. Für Dortmund reichte es letztlich mit Platz 11 zum Klassenerhalt. Zu diesem Zeitpunkt war bereits klar, dass Lehmann, der im vergangenen halben Jahr dreimal um eine Freigabe (im Gespräch war unter anderem eine Rückkehr zu Schalke 04) gebeten hatte, auch in der Saison 2000/01 für Borussia Dortmund spielen würde.
Die Saison 2000/01 lief für Lehmann größtenteils ereignisarm, einzig seine hohe Anzahl von Gelben Karten fiel auf. Insgesamt nahm er in seinen 31 Saisonspielen 40 Gegentore hin, und Dortmund kehrte am Saisonende mit Platz 3 ins internationale Geschäft zurück.
Die Saison 2001/02 brachte Dortmund und Lehmann noch weiter nach vorne. Mit starken Leistungen und einer geschlossenen Defensivabteilung kassierte Dortmund in der Hinrunde nur zehn Gegentore und lag zur Winterpause punktgleich mit Tabellenführer Leverkusen auf Platz 2. In der Champions League war man erneut ausgeschieden, hatte aber noch die Qualifikation für den UEFA-Pokal erreicht. Auch in der Rückrunde konnte sich Dortmund weiter an Bayer Leverkusen orientieren. Am 27. Spieltag kam es allerdings zu einem erneuten Eklat um Lehmann. Er hatte beim Sieg gegen Freiburg gegen Soumaila Coulibaly nachgetreten und wurde nachträglich für vier Spiele gesperrt. Schon in den Wochen zuvor hatte Lehmann mit einer Attacke gegen Leverkusens Stürmer Ulf Kirsten und einem Ellbogencheck gegen Bayerns Giovane Élber für Schlagzeilen gesorgt. Im UEFA-Pokal kam Lehmann dagegen weiterhin zum Einsatz und erreichte mit Dortmund das Endspiel. Am 31. Spieltag kehrte Lehmann in die Dortmunder Bundesligamannschaft zurück. Die Mannschaft gewann die letzten drei Saisonspiele und zog so noch an Bayer Leverkusen vorbei; Lehmann wurde erstmals in seiner Karriere deutscher Meister. Im UEFA-Cup reichte es dagegen nicht zum großen Erfolg: Dortmund verlor das Endspiel gegen Feyenoord mit 2:3. Wenige Wochen zuvor hatte Lehmann seinen Vertrag in Dortmund bis 2004 verlängert.
Die Saison 2002/03 lief für Dortmund nicht annähernd so erfolgreich, auch weil die Mannschaft immer wieder mit Verletzungsausfällen zu kämpfen hatte. Dennoch stand der BVB zur Winterpause auf dem zweiten Platz der Tabelle, was vor allem der Defensivabteilung zu verdanken war, die in 17 Spielen nur 13 Gegentore zugelassen hatte. Lehmann fiel in der Saison hauptsächlich durch zwei weitere Platzverweise auf, am 12. Spieltag nach einer deutlichen Kritik am Schiedsrichter, am 22. Spieltag, nachdem er seinen eigenen Mitspieler Márcio Amoroso verbal attackiert hatte. In der Champions League kam Dortmund erstmals seit einigen Jahren wieder in die Zwischenrunde und scheiterte am Ende knapp am Einzug ins Viertelfinale. Am 26. Spieltag bestritt Lehmann sein letztes Bundesligaspiel für Dortmund, nachdem er sich im Training eine lang anhaltende Oberschenkelverletzung zugezogen hatte.
Zwar startete Lehmann auch in die Saison 2003/04 als Stammtorwart der Borussia, aber die immer noch geringe Akzeptanz bei den Fans des Vereins sowie die Tatsache, dass er mit Roman Weidenfeller einen aufstrebenden Konkurrenten um die Torwartposition erhalten hatte, veranlassten Lehmann, sich erneut mit einem Vereinswechsel zu beschäftigen. Vor allem ein Wechsel in eine der Topligen Europas war für ihn nach seinem gescheiterten Versuch in Italien reizvoll. So bestritt er im Ligapokal-Halbfinale der Saison sein letztes Spiel für den BVB, leistete sich dabei aber auch den fünften Platzverweis seit seinem Wechsel zu Borussia Dortmund, als er den Stuttgarter Stürmer Kevin Kurányi im Strafraum umriss. Einen Tag später nahm der Wechsel konkrete Formen an, nachdem der FC Arsenal mit Dortmund Verhandlungen aufgenommen hatte. Lehmann sollte bei Arsenal den ehemaligen englischen Nationaltorhüter David Seaman ersetzen. Endgültig sicher wurde der Wechsel am 26. Juli 2003, nachdem sich die beiden Vereine auf eine Ablösesumme von 3,5 Millionen Euro und zusätzlich den Transfer von Arsenals Ersatzkeeper Guillaume Warmuz nach Dortmund geeinigt hatten. Nach 129 Bundesligaspielen und 37 internationalen Einsätzen endete Lehmanns Engagement für Borussia Dortmund.

#### FC Arsenal (2003–2008)

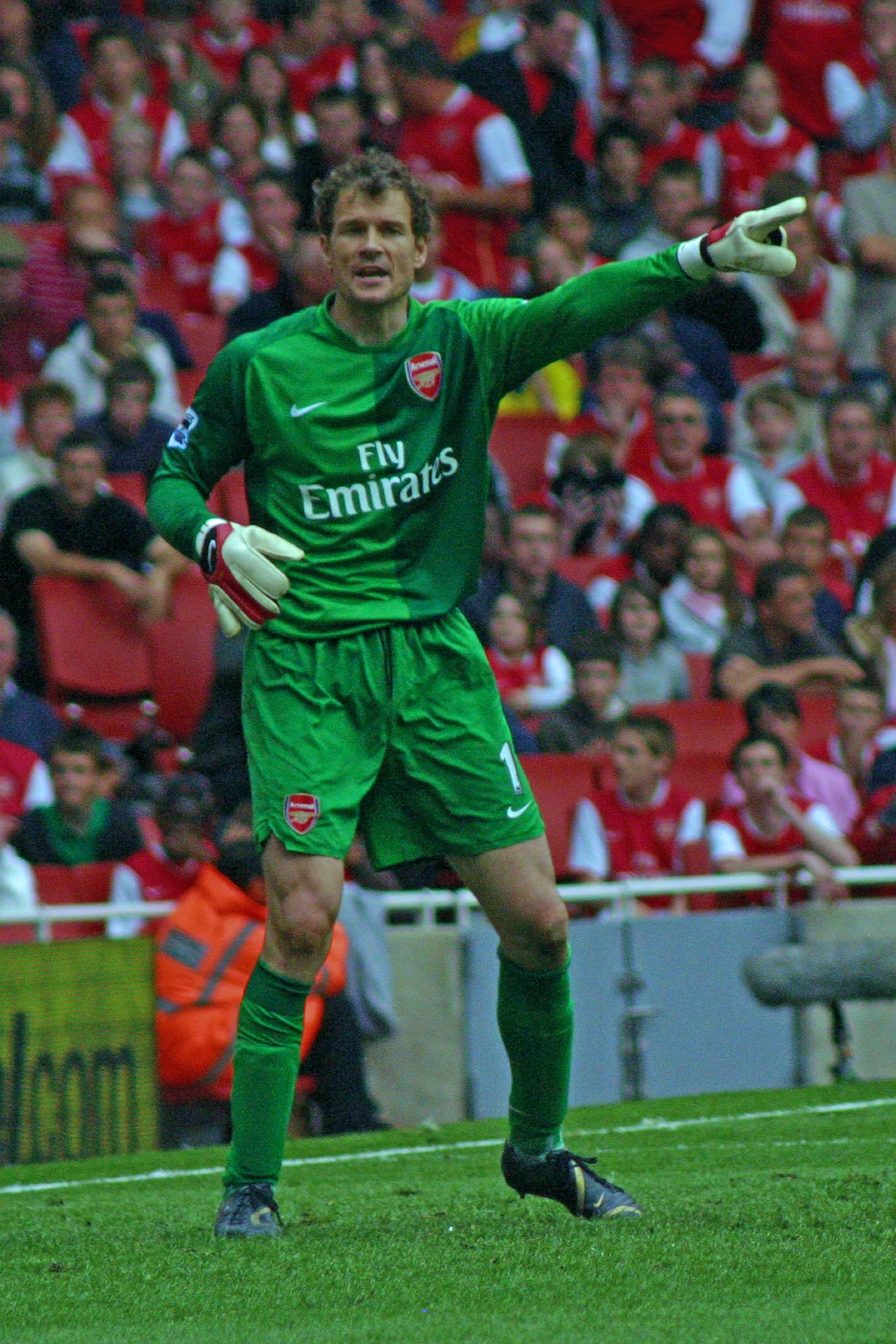
Lehmann beim FC Arsenal (2007)

In seiner ersten Saison in London (2003/04) kam Lehmann bei allen 38 Saisonspielen zum Einsatz und entwickelte sich zu einem überzeugenden Rückhalt für die Mannschaft des FC Arsenal, die im Saisonverlauf ohne Niederlage blieb und mit elf Punkten Vorsprung englischer Meister wurde. Dabei musste Lehmann in der gesamten Saison nur 26 Gegentore hinnehmen. Nachdem er im Champions-League-Achtelfinale noch Garant für das Weiterkommen der Londoner gewesen war, musste er im Viertelfinale gegen die Lokalrivalen vom FC Chelsea Kritik einstecken, als er sich einen schweren Fehler im Rückspiel erlaubte und seine Mannschaft ausschied.
Die Saison 2004/05 verlief wechselhaft für Lehmann, der sich mit zwei Fehlern im Champions-League-Gruppenspiel gegen Panathinaikos Athen erneut Kritik einfing und nach einem Formtief im Winter seine Stammposition vorübergehend an Manuel Almunia verlor. Nachdem zeitweise gar von einem Abschied Lehmanns aus London die Rede war, kehrte er am 26. Spieltag, nach zehn Spielen Pause, wieder ins Tor von Arsenal zurück, weil sich auch mit Almunia der Erfolg der Vorsaison nicht wieder einstellte und Arsenal zwischenzeitlich auf den dritten Tabellenplatz abrutschte. In den letzten 13 Saisonspielen musste Lehmann nur noch sieben Gegentreffer hinnehmen und war entscheidend daran beteiligt, dass Arsenal letztlich noch die englische Vizemeisterschaft erringen konnte. Auch im FA-Cup konnte sich Lehmann auszeichnen, indem er in der regulären Spielzeit gegen Manchester United eine fehlerfreie Partie zeigte und im Elfmeterschießen den entscheidenden Schuss parierte.
In der Saison 2005/06 kam Lehmann in allen Saisonspielen zum Einsatz und musste in diesen 38 Ligaspielen insgesamt 31 Gegentore hinnehmen. Am letzten Spieltag der Saison schaffte die Mannschaft noch den Sprung auf Platz 4 in der Tabelle und damit die Teilnahme an der Qualifikation zur Champions League 2006/07. In der Champions League entwickelte sich Lehmann zum Führungsspieler der Mannschaft und musste in seinen acht Saisonauftritten kein einziges Gegentor hinnehmen. Vor allem in den Spielen gegen Real Madrid im Achtelfinale und im Halbfinale gegen Villarreal, als Lehmann im Rückspiel in der 90. Minute einen für das Weiterkommen entscheidenden Elfmeter von Juan Román Riquelme hielt, war er der Erfolgsgarant der Mannschaft. Im Finale gegen den FC Barcelona sah Lehmann in der 19. Minute eine Rote Karte, als er außerhalb des Strafraums ein Gegentor durch den allein auf ihn zustürmenden Samuel Eto’o verhindern wollte. Zwar konnte seine Mannschaft in der Folge in Unterzahl in Führung gehen, musste in der Schlussphase aber noch zwei Gegentore zur 1:2-Niederlage hinnehmen. Jens Lehmann blieb in der Champions League außerdem 852 Minuten ohne Gegentor, so lange wie kein anderer Torhüter vor ihm. Er löste damit Edwin van der Sar als Rekordhalter ab. Im August 2006 wurde Jens Lehmann zum „Besten Torwart“ der UEFA-Saison 2005/06 in der Champions League gekürt.
Im April 2006 unterzeichnete Lehmann einen Einjahresvertrag mit Arsenal, den er im April 2007 um ein weiteres Jahr verlängerte. In den ersten beiden Saisonspielen der Premier League Saison 2007/08 passierte Lehmann jeweils ein schwerer Fehler. Als er sich eine Kapselzerrung im Sprunggelenk zuzog, rückte der Spanier Manuel Almunia in die Anfangsformation. Dieser spielte fehlerfreie Partien und erkämpfte sich so seinen Stammplatz, den er trotz einiger Fehler auch nach der Genesung Lehmanns behielt. Da Lehmann seitdem nicht mehr als Stammtorhüter von Arsenal eingesetzt wurde, war ein Wechsel des Torhüters zur Winterpause nicht ausgeschlossen. Einer Rückkehr zu Borussia Dortmund erteilte Lehmann nach längerer Überlegung jedoch eine Absage. Am 4. Mai 2008 wurde bekannt, dass Lehmann nach Saisonende den FC Arsenal definitiv verlässt. Im letzten Saisonheimspiel gegen den FC Everton wurde er kurz vor Schluss eingewechselt, um ihm den Abschied von den Anhängern des Klubs zu ermöglichen. Im Nachhinein bezeichnet Lehmann seinen langjährigen Trainer bei Arsenal, Arsène Wenger, als den besten Trainer, unter dem er je trainiert und von dem er am meisten gelernt habe.

#### VfB Stuttgart (2008–2010)
In der Sommerpause 2008 wechselte Lehmann zur Saison 2008/09 zum VfB Stuttgart. Dort unterschrieb er zunächst einen Einjahresvertrag, den er später bis Sommer 2010 verlängerte.
Obwohl Lehmann in der Saison 2008/09 als gesetzter Torhüter durchweg gute Leistungen zeigte, rutschte der Verein in der Hinrunde bis auf Platz 11 ab, was in der Entlassung des Trainers Armin Veh mündete. Mit Markus Babbel als neuem Teamchef ab November 2008 konnte man sich jedoch bis Saisonende bis auf Platz 3 verbessern, was die Qualifikation zur Champions League bedeutete. Jens Lehmann war dabei in jeder Partie der Saison volle 90 Minuten auf dem Platz.
Sein letztes internationales Spiel bestritt Jens Lehmann am 17. März 2010. Es war das Rückspiel im Achtelfinale der Champions League, das der VfB auswärts 0:4 gegen den FC Barcelona verlor. Am 8. Mai 2010 bestritt er schließlich sein letztes Bundesligaspiel für den VfB Stuttgart beim 1:1-Unentschieden gegen die TSG 1899 Hoffenheim, womit er zugleich vorerst auch seine aktive Fußballkarriere beendete.

#### FC Arsenal (2011)
Im März 2011 kehrte der mittlerweile 41 Jahre alte Lehmann als Ersatztorwart zum FC Arsenal zurück, da mit Manuel Almunia nur ein einsatzfähiger Torhüter zur Verfügung stand. Lehmann unterzeichnete einen Vertrag bis zum Ende der Saison 2010/11. Er gab sein Comeback zunächst am 29. März 2011 in der zweiten Mannschaft (1:2-Niederlage gegen die Reserve von Wigan Athletic) und kam schließlich am 10. April 2011 in der Premier League (3:1-Auswärtssieg gegen den FC Blackpool) zu seinem einzigen Einsatz in der Saison, nachdem Almunia sich beim Aufwärmen verletzt hatte.

### In der Nationalmannschaft

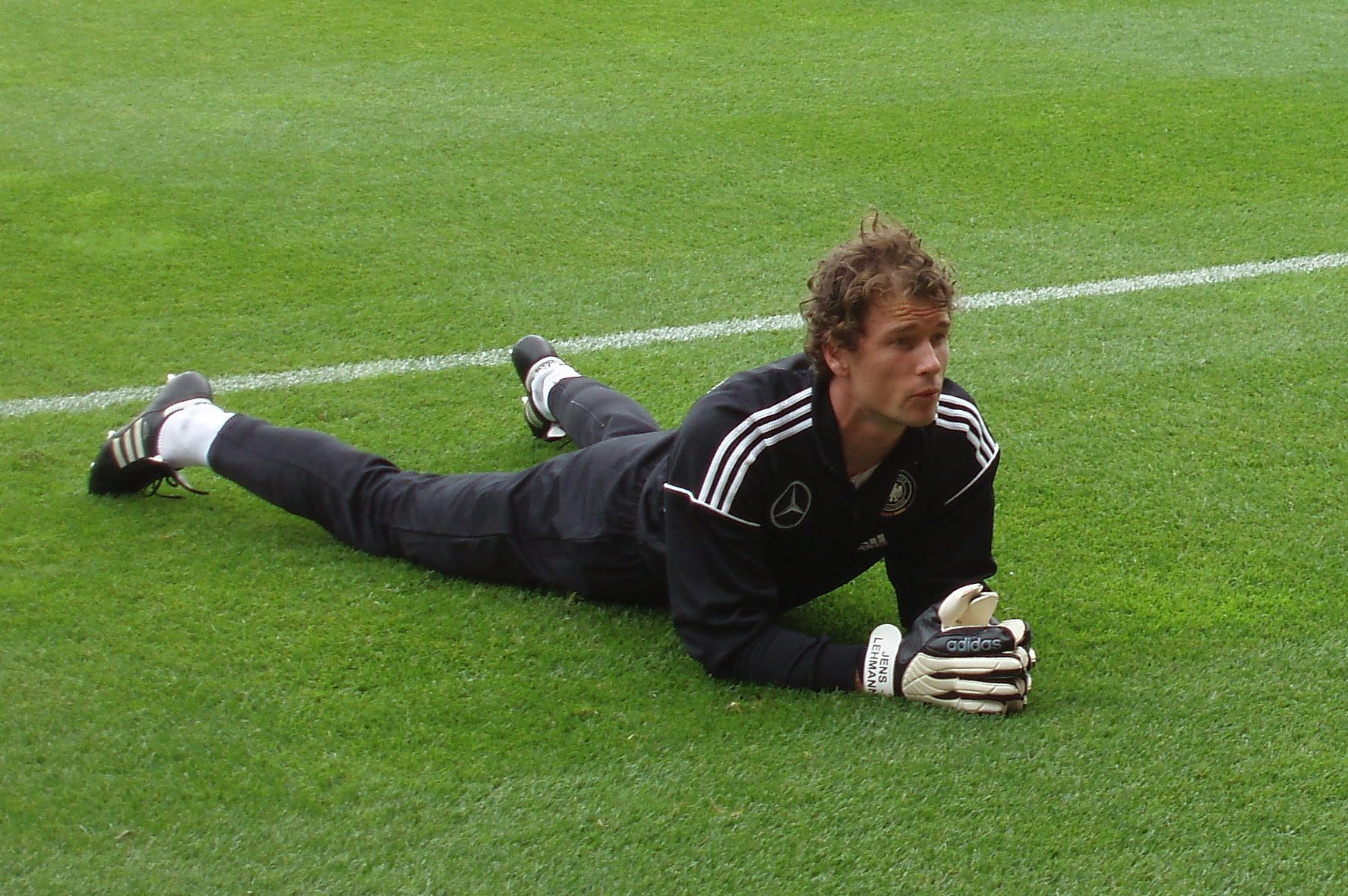
Jens Lehmann 2006

Sein Debüt in der deutschen Nationalmannschaft gab Lehmann am 18. Februar 1998 in Maskat beim 2:0-Erfolg gegen den Oman. Er nahm mit der Nationalmannschaft an der Weltmeisterschaft 1998, der Europameisterschaft 2000, der Weltmeisterschaft 2002 und der Europameisterschaft 2004 teil, kam jedoch nie zum Einsatz.
Jürgen Klinsmann erklärte bei seinem Debüt als Bundestrainer im Sommer 2004, dass es keine klare Nummer 1 im Tor der Nationalmannschaft gebe, und setzte die beiden Konkurrenten Kahn und Lehmann im Rahmen des Rotationsprinzips abwechselnd ein. Die ungeklärte Torhüterfrage sorgte im Vorfeld der Weltmeisterschaft 2006 für intensive öffentliche Diskussionen.
Am 7. April 2006 verkündete Klinsmann schließlich die Entscheidung zu Gunsten Lehmanns. Dessen Verein FC Arsenal hatte zuvor das Halbfinale der Champions League erreicht und dabei acht Spiele in Folge – bei fünf von diesen (darunter den letzten vier) stand jeweils Lehmann im Tor – kein Gegentor kassiert (auch in den folgenden Halbfinalspielen blieb Arsenal mit Lehmann im Tor ohne Gegentreffer), während sein Konkurrent durch leichte Verletzungen und einige Patzer negativ aufgefallen war. Klinsmann betonte aber, dass nicht Kahns Fehler ausschlaggebend für die Entscheidung waren, sondern vielmehr die Spielphilosophie Lehmanns, der als der kommunikativere und anpassungsfähigere Spieler galt.

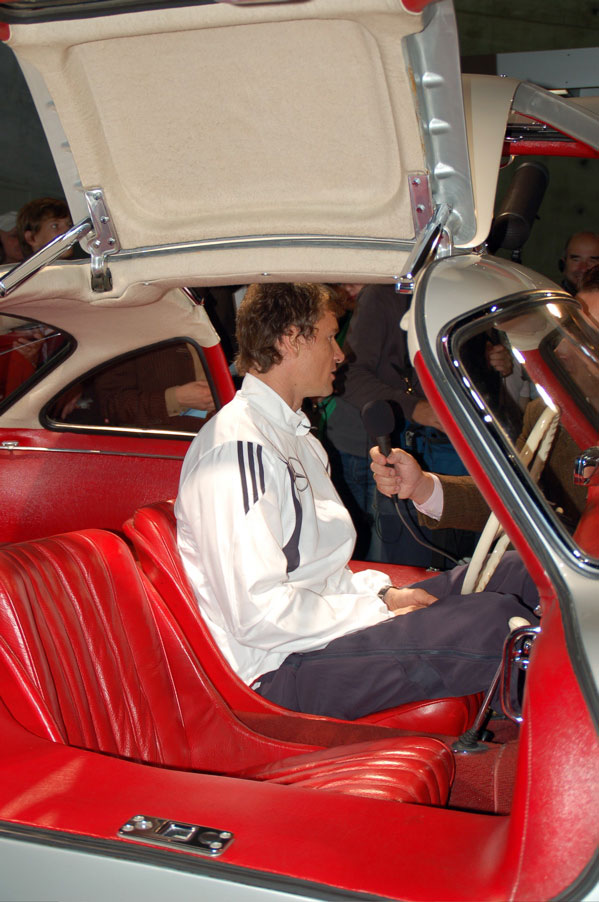
Jens Lehmann bei einem Interview vor dem EM-Qualifikationsspiel gegen Irland 2006

Am 30. Juni 2006 sorgte er für das Erreichen des Halbfinales der deutschen Nationalmannschaft bei der WM, als er im Viertelfinalspiel gegen Argentinien im Elfmeterschießen zwei Strafstöße hielt und Deutschland dadurch mit 5:3 n. E. gewann. Der von Torwarttrainer Andreas Köpke handgeschriebene Spickzettel mit Informationen über die Schützen der argentinischen Mannschaft, der Lehmann vor Beginn des Elfmeterschießens in die Hand gedrückt wurde, wurde von diesem später der Aktion Ein Herz für Kinder zur Verfügung gestellt. Bei einer Versteigerung erwarb das Unternehmen EnBW den Zettel für eine Million Euro und stiftete ihn dem Haus der Geschichte in Bonn.
In der Nationalmannschaft hält er den Rekord der längsten Serie ohne Gegentor: Beim 3:0 gegen Österreich im Februar 2008 überbot er seinen eigenen Rekord und war bis zum 2:2 gegen Belarus insgesamt 681 Minuten ohne Gegentor. Im selben Spiel übernahm er auch erstmals die Kapitänsbinde, wobei er in diesem Spiel der vierte Kapitän war. Als Lehmann in der Premier League nicht mehr regelmäßig eingesetzt wurde, kamen Zweifel daran auf, ob er ohne ausreichende Spielpraxis bei der Europameisterschaft 2008 Topleistungen abrufen könne. Dennoch konnte Lehmann unter anderem im Viertelfinale gegen Portugal mit einer guten Leistung die Kritiker überzeugen.
Am 8. August 2008 gab Lehmann bekannt, vom Posten des Torhüters der Nationalmannschaft zurückzutreten, um noch vor der WM 2010 in Südafrika den Weg für einen jüngeren Keeper freizumachen. Bundestrainer Joachim Löw selbst äußerte sich positiv über Lehmanns Nationalmannschaftskarriere, indem er seine professionelle Einstellung als vorbildlich bezeichnete. Auch Lehmann bedankte sich für die lehrreiche Zeit im Nationalteam und beschrieb seinen Karrierehöhepunkt, die Weltmeisterschaft 2006, als „phantastisch“ und „einzigartig“. Lehmann blieb in 31 seiner insgesamt 61 Länderspiele ohne Gegentor. Damit hat er die beste Quote unter allen deutschen Nationaltorhütern mit mindestens zwanzig Einsätzen. Nachdem sich Lehmann Ende März 2009 entschieden hatte, noch ein zweites Jahr in Stuttgart zu spielen, liebäugelte er auch mit einem Comeback in der Nationalmannschaft. Torwarttrainer Köpke gab jedoch an, Lehmann aus Rücksicht auf die jüngeren Torhüter nicht mehr zu nominieren. Nach dem Tod von Robert Enke und dem Ausfall von René Adler wurde im Vorfeld der WM 2010 erneut über eine Rückkehr Lehmanns spekuliert. Er erklärte jedoch, nicht als Ersatztorwart zur Verfügung zu stehen, sondern nur als Nummer eins.

## Nach der aktiven Karriere

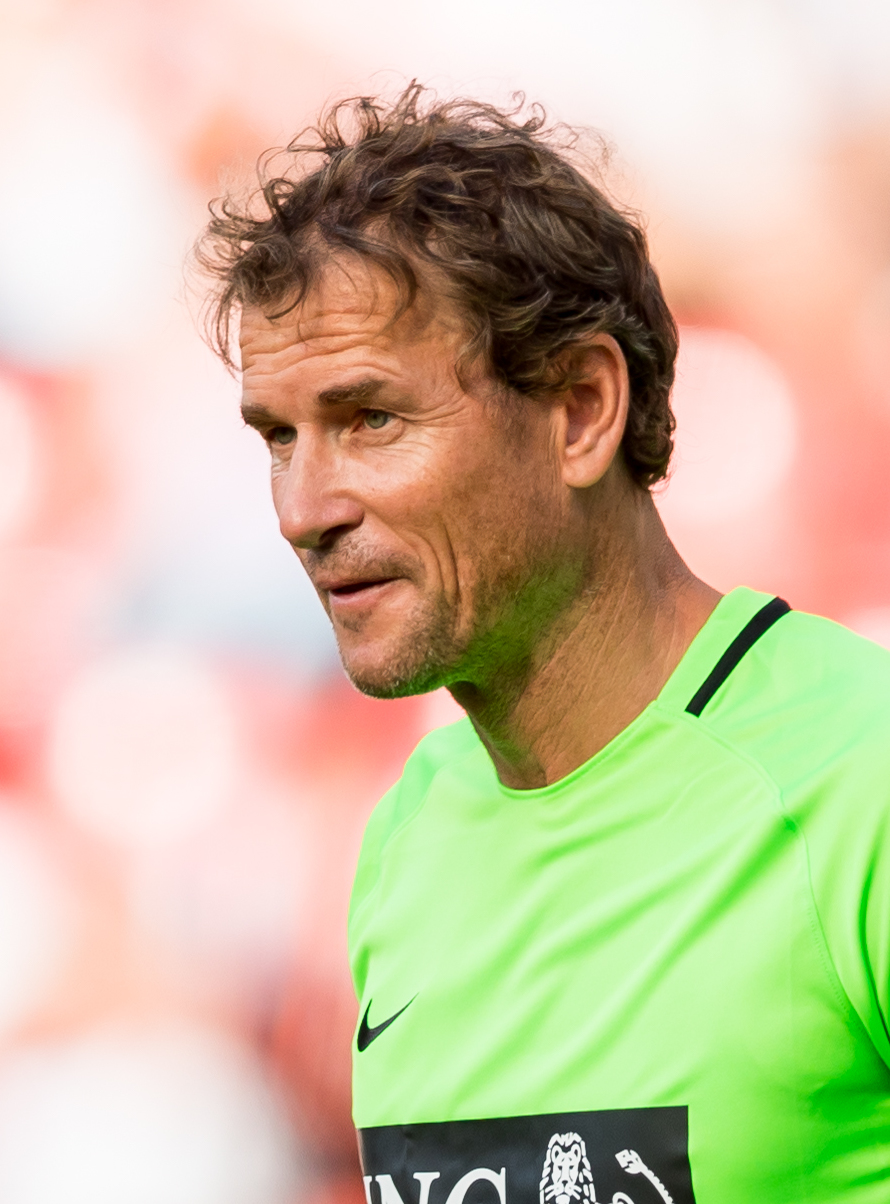
Lehmann im Juli 2019

Seit Oktober 2013 besitzt Lehmann die Fußballtrainer-Lizenz. Im Rahmen der Premier-League-Saison 2017/18 war der ehemalige Nationaltorhüter Teil des Trainerteams um Arsène Wenger bei seinem ehemaligen Klub FC Arsenal.
Zwischen September 2014 und Januar 2019 war er neben dem Moderator Florian König Experte bei den Übertragungen der deutschen Qualifikationsspiele auf RTL Television. Zuvor war er in gleicher Funktion von 2010 bis 2014 bei der Fußball-Bundesliga-Übertragung (Sky90 von Sky Deutschland) tätig.
Ab Ende Januar 2019 war Lehmann als Co-Trainer von Manuel Baum Bestandteil des Trainerteams beim Bundesligisten FC Augsburg. Bereits am 9. April 2019 wurde er gemeinsam mit Baum freigestellt, als die Mannschaft nach dem 28. Spieltag mit vier Punkten Vorsprung auf den Relegationsplatz auf dem 15. Tabellenplatz stand.
Die Tennor Holding B.V. benannte Mitte Mai 2020 unter anderem Lehmann als ihren Vertreter im Aufsichtsrat der Hertha BSC GmbH & Co. KGaA. Dort blieb er bis Anfang Mai 2021.
Während der Fußball-Europameisterschaft 2024 trat Lehmann mehrfach als Experte beim Nachrichtensender Welt (Fernsehsender) auf.

## Titel und Auszeichnungen
International
- UEFA-Cup-Sieger: 1997 (FC Schalke 04)

Italien
- Meister: 1999 (AC Mailand)

Deutschland
- Meister: 2002 (Borussia Dortmund)
- Zweitligameister und Aufstieg in die Bundesliga: 1991 (FC Schalke 04)

England
- Meister: 2004 (FC Arsenal)
- Pokalsieger: 2005 (FC Arsenal)
- Supercupsieger: 2004 (FC Arsenal)

Auszeichnungen
- Bester Torhüter Europas: 1997, 2006
- UEFA Club Torhüter des Jahres: 2006
- Bester Torhüter der Premier League: 2004
- Zweiter bei der Wahl zum Welttorhüter des Jahres 2006
- Man of the Match, FA Cup Finale 2005
- Silbernes Lorbeerblatt mit der deutschen Nationalmannschaft 2006
- Aufnahme ins All-Star-Team der Fußball-Weltmeisterschaft 2006
- Bambi, sportliche Leistung und Teamgeist: 2006
- Steiger Award in der Kategorie Sport, Fairness und Teamgeist: 2008
- Tor des Monats Dezember 1997
- Einstufung als Weltklasse in der Rangliste des deutschen Fußballs: Sommer 2006

## Kartenstatistik
Jens Lehmann erhielt in der Bundesliga 36 Gelbe Karten. Insgesamt siebenmal wurde er des Platzes verwiesen: fünfmal in der Bundesliga (Rekord für einen Torwart) und je einmal im DFL-Ligapokal und in der UEFA Champions League.

## Privates

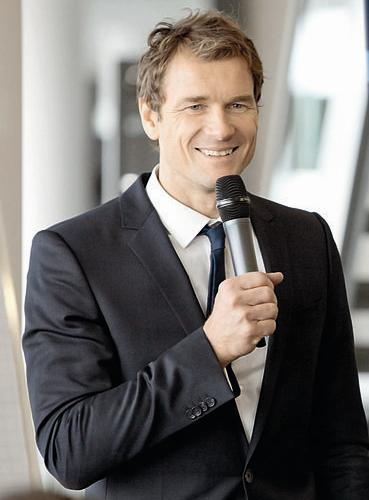
Jens Lehmann (2012)

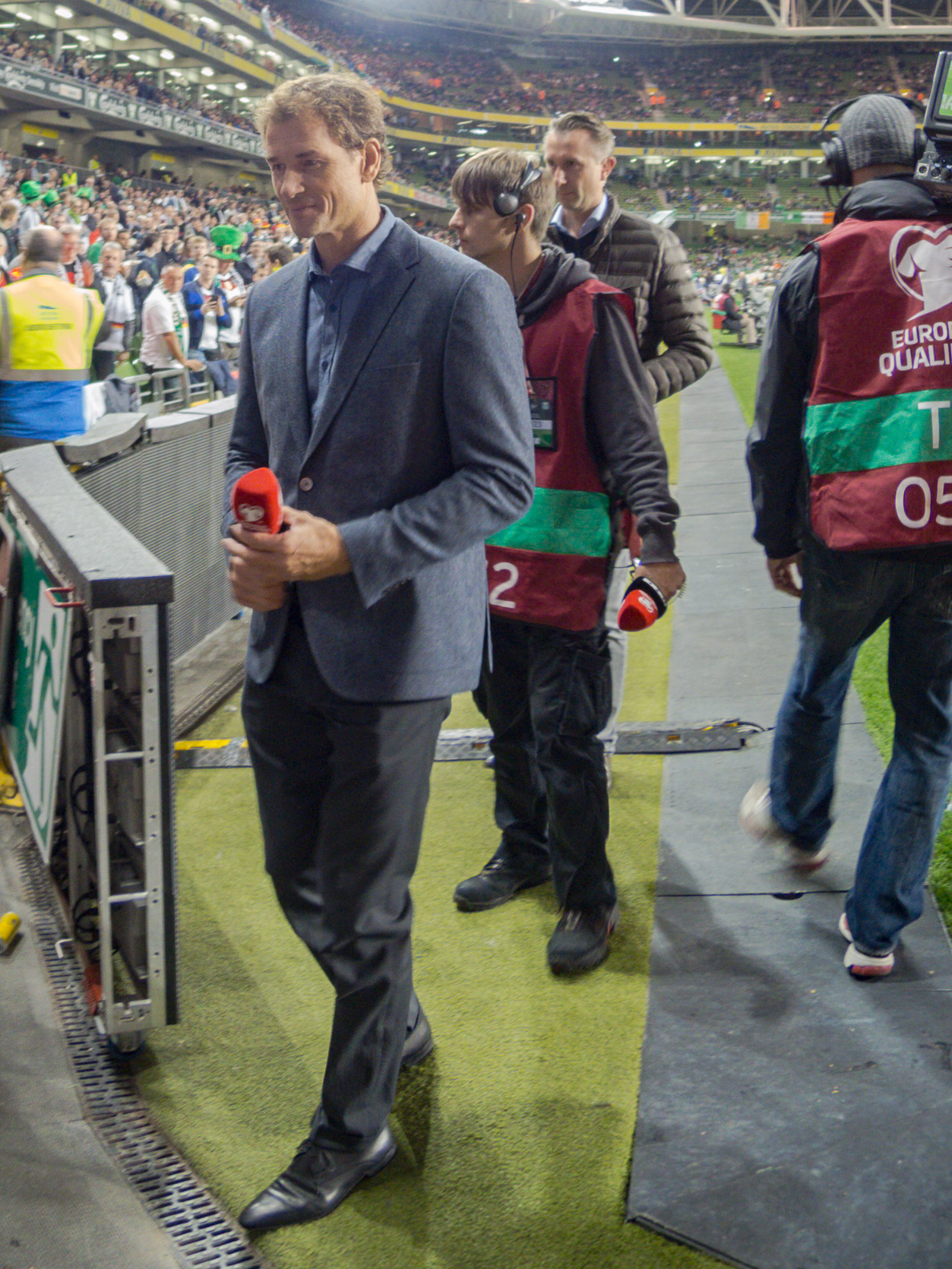
Jens Lehmann als TV-Experte für RTL (2015)

Jens Lehmann und sein älterer Bruder wuchsen im Essener Stadtteil Heisingen auf. 1988 machte er sein Abitur und studierte, neben seiner Tätigkeit als Berufsfußballer, von 1992 bis 1998 mehrere Semester Volkswirtschaftslehre an der Universität Münster.
Lehmanns Cousin, Jochen Rotthaus, ebenfalls aus Essen-Heisingen, war von 2015 bis Ende 2019 Direktor Marketing/Kommunikation bei Bayer 04 Leverkusen.
In der deutsch-südafrikanischen Kinofilmproduktion Themba – Das Spiel seines Lebens spielt Lehmann einen Talentsichter, der einen um das Überleben seiner Familie kämpfenden Jungen entdeckt und fördert. Die Handlung basiert auf einem Roman von Lutz van Dijk. Der Film feierte am 5. August 2010 seine Kinopremiere.
Im Dezember 2019 gewann er die ProSieben-Sendung Schlag den Star gegen Wotan Wilke Möhring.
Seit 1999 ist er mit Conny Lehmann, einer ehemaligen Grundschullehrerin und 2024 Betreiberin einer Yogaschule, verheiratet. Diese brachte ihren aus einer Beziehung mit Knut Reinhardt stammenden Sohn Lasse mit in die Ehe, den Lehmann später adoptierte. Im Juli 2000 wurde der gemeinsame Sohn Mats geboren (Darsteller bei Die Wilden Kerle), im März 2006 eine Tochter. In einem Gerichtsverfahren im September 2024 in München gab er an, gegenüber seiner Tochter und Frau unterhaltspflichtig zu sein, womit die zurückliegende Trennung des Paares offenbar wurde.

## Kontroversen
Während seiner Zeit beim VfB Stuttgart legte sich Jens Lehmann nach einem Spiel mit einem Fan an. Lehmann hatte während des Spiels im Jahre 2009 die rote Karte gesehen. Als er nach dem Spiel von einem Fan darauf angesprochen wurde, nahm Lehmann die Brille des Fans an sich und gab sie erst später wieder an einen anderen Fan heraus. 
Lehmann wurde am 9. November 2016 vor dem Amtsgericht Starnberg wegen Beihilfe zur Unfallflucht zu einer Geldstrafe von 50 Tagessätzen à 850 Euro (42.500 Euro) verurteilt. Dabei hatte er den Unfallgegner beleidigt. Zuvor wurde ein Verfahren wegen Nötigung und versuchter Körperverletzung gegen den ehemaligen Torwart eingestellt. Ebenfalls hat er im selben Jahr bei einer festgestellten Geschwindigkeitsüberschreitung eine andere Person als Fahrer angeben. 
Anfang Mai 2021 veröffentlichte Dennis Aogo eine WhatsApp-Nachricht, die Lehmann vermutlich versehentlich verschickt und in der er ihn wegen seiner Tätigkeit als Experte bei Sky als „Quotenschwarzen“ (wörtlich „qotenschwarzer“) bezeichnet hatte. Lehmann äußerte bei Twitter: „In einer privaten Nachricht von meinem Handy an Dennis Aogo ist ein Eindruck entstanden, für den ich mich im Gespräch mit Dennis entschuldigt habe. Als ehemaliger Nationalspieler ist er sehr fachkundig und hat eine tolle Präsenz und bringt bei Sky Quote.“ Tennor löste daraufhin den Beratervertrag mit Lehmann auf, wodurch auch dessen Mandat im Aufsichtsrat von Hertha BSC endete.
Gegen Jens Lehmann wurde im September 2023 Anklage wegen Sachbeschädigung und Hausfriedensbruchs vor dem Amtsgericht Starnberg erhoben, weil er am 25. Juli 2022 bei der im Bau befindlichen Garage seines Nachbarn mit einer Motorsäge einen Dachbalken durchtrennt hatte, der ihm die Sicht auf den Starnberger See versperrt habe. Er war darüber hinaus wegen Beleidigung angeklagt, da er zwei Polizisten als „durchtriebene Lügner“ bezeichnet habe, und wegen versuchten Betrugs, weil er ein Parkhaus am Flughafen München ohne zu bezahlen verlassen habe. Im Dezember 2023 wurde Jens Lehmann wegen Sachbeschädigung, Beleidigung und versuchten Betrugs zu einer Geldstrafe von 210 Tagessätzen à 2.000 Euro (420.000 Euro) verurteilt. Am 27. September 2024 wurde Lehmann im Berufungsverfahren vom Landgericht München II zu einer Geldstrafe von 150 Tagessätze zu je 900 Euro (135.000 Euro) wegen Sachbeschädigung und versuchten Betrugs verurteilt.
Am 23. September 2024 wurde Lehmanns Führerschein nach dem Besuch des Oktoberfestes wegen Fahrens unter Alkohol von der Polizei sichergestellt. Es wurde eine Blutprobe entnommen, die eine Blutalkoholkonzentration von 0,7 Promille ergab. Am 3. Februar 2025 wurde bekannt, dass das Amtsgericht München wegen der Fahrt einen Strafbefehl wegen fahrlässiger Trunkenheit im Verkehr gegen Lehmann erlassen hat. Dabei bildete das Gericht unter Berücksichtigung der Verurteilung vom 27. September 2024 auf Antrag der Staatsanwaltschaft eine nachträgliche Gesamtstrafe in Höhe von 190 Tagessätzen. Gegen den Strafbefehl legte Lehmann Einspruch ein. Auf X beklagte er, dass seine Persönlichkeitsrechte durch das Kommunikationsverhalten der bayerischen Justiz „mit Füßen getreten“ worden seien. In diesem Zusammenhang stellte er die Trunkenheitsfahrt entgegen der rechtlichen Bewertung des Strafbefehls nicht als Straftat, sondern als Ordnungswidrigkeit dar und bestritt damit seine Fahruntüchtigkeit. Als Ergebnis der auf den Einspruch folgenden Hauptverhandlung sah auch die Richterin des Amtsgerichts München die Fahruntüchtigkeit nicht als erwiesen an und verurteilte Lehmann am 3. April 2025 wegen einer Ordnungswidrigkeit nach § 24a Absatz 1 des Straßenverkehrsgesetzes zu einer Geldbuße in Höhe von 1.000,- Euro und einem Fahrverbot von einem Monat.